# Martina Franca
Martina Franca – miejscowość i gmina we Włoszech, w regionie Apulia, w prowincji Tarent.
Jest drugim po Taranto miastem prowincji pod względem liczby mieszkańców. Według danych na rok 2004 gminę zamieszkiwały 47 023 osoby, 159,4 os./km². Od 1975 miasto gości letni festiwal operowy – Festival della Valle d'Itria. Stare miasto jest bardzo efektowne: otoczone jest kamiennymi murami pomiędzy którymi znajdują się bramy prowadzące do placów i wąskich uliczek. Największym placem miejskim jest Piazza di Roma.
Do bardziej charakterystycznych budynków w mieście i jego okolicy należą trulli, będące jedną z atrakcji turystycznych regionu. Martina Franca jest drugim, obok pobliskiego Alberobello, większym skupiskiem tego typu budownictwa.
W miejscowości jest stacja kolejowa Martina Franca.